# Єдиний реєстр нотаріусів України
Єди́ний реє́стр нота́ріусів Украї́ни введений в дію в серпні 1997 року відповідно до наказу Міністерства юстиції України від 27.05.1997 року № 26/5.
Метою створення реєстру є забезпечення упорядкування обліку державних та приватних нотаріусів України. Реєстр містить відомості про нотаріальні округи, державні нотаріальні контори, державних та приватних нотаріусів України. Дані, що містяться в Єдиному реєстрі нотаріусів України, доступні для перевірки всім користувачам інформаційної мережі Міністерства юстиції України.